# Újkapela
Újkapela (horvátul: Nova Kapela) falu és község Horvátországban, Bród-Szávamente megyében.

## Fekvése
Bródtól légvonalban 29, közúton 33 km-re nyugatra, Pozsegától   légvonalban 15, közúton 19 km-re délre, Nyugat-Szlavóniában, az Újgradiskát Bróddal összekötő főút mentén fekszik. Itt halad át az A3-as autópálya és a Zágráb-Belgrád vasútvonal is. A község területe három, földrajzilag elkülönülő részre oszlik. Az északi rész a Pozsegai-hegység déli lejtőin, a középső rész az Újgradiska-Bród főút mentén, míg a déli rész a Szávamenti-síkságon fekszik. A legnépesebb települések a középső részen találhatók.

## A község települései
A községhez Batrina, Bili Brig, Donji Lipovac, Dragovci, Gornji Lipovac, Magić Mala, Pavlovci, Seoce, Siče, Srednji Lipovac, Ókapela és Újkapela települések tartoznak.

## Története
A község területén előkerült legrégibb leletek az neolitikumból származnak. Az Újkapelától mintegy 2,5 km-re északnyugatra található „Ravnjaš” nevű lelőhelyen a 2006 óta végzett régészeti feltárások megállapították, hogy Sopot-Bicske kultúra egy nagyobb települése volt itt. A humuszréteg alatt a kultúrához tartozó nagyobb mennyiségű régészeti anyag került elő. 1900-ban a Siče falutól délre fekvő mocsaras területen egy cserépedényben 49 darab bronzkori bronztárgy került elő, köztük bronz szekercék, bronzvésők, sarlók, nyers bronzöntvények. A leletek a zágrábi régészeti múzeumba kerültek.
A település a 18. század közepén keletkezett, amikor a régi római út nyomvonalán megépítették az Újgradiskát Bróddal összekötő főutat és a környékbeli szétszórt falvak lakossága a főút mellé települt át. A lakosság áttelepülésével a plébániaközpont is az új településre került át, a hívek lelki gondozását pedig ferences szerzetesek látták el. A település neve az 1729-es sičei születési anyakönyvben tűnik fel először „Capela” néven, 1742-től pedig az összes sičeinél az azaz kapelai megjegyzést találjuk. Az 1761-es egyházi vizitáció jegyzőkönyvében a „Siče, népiesen Kapela” forma található, 1765-ben pedig már azt írják, hogy a Szent Klára kápolna Újkapelán található. 1760-ban Újkapela 25 házában 47 család élt 248 fővel. 1769-ben 22 háza, 36 családja és 238 lakosa volt. Ebben az évben a plébánia központja is átkerült Újkapelára. 1773-ban megkezdték az új, Kisboldogasszony plébániatemplom építését, melyet a következő évben be is fejeztek. Felszentelése 1777. július 13-án történt. A Boldogasszony szobrát a dubovaci templomból hozták át és helyezték a főoltárra. Később ezt egy aranyozott szoborra cserélték ki. A keresztelő Szent János kápolnát 1863-ban építették.
Az első katonai felmérés térképén „Neu Capela” néven található. A gradiskai ezredhez tartozott. Lipszky János 1808-ban Budán kiadott repertóriumában „Kapella (Nova)” néven szerepel. Nagy Lajos 1829-ben kiadott művében „Kapella (Nova, Neo, Neu)” néven 40 házzal, 198 katolikus és 6 ortodox vallású lakossal találjuk. A katonai közigazgatás megszüntetése után 1871-ben Pozsega vármegyéhez csatolták.
A településnek 1857-ben 264, 1910-ben 761 lakosa volt. Az 1910-es népszámlálás szerint lakosságának 89%-a horvát, 3-3%-a német és magyar, 2%-a szlovén anyanyelvű volt. Pozsega vármegye Újgradiskai járásának része volt. Az első világháború után 1918-ban az új szerb-horvát-szlovén állam, majd később (1929-ben) Jugoszlávia része lett. A település 1991-től a független Horvátországhoz tartozik. 1991-ben lakosságának 94%-a horvát nemzetiségű volt. 2011-ben Újkapelának 907, a községnek pedig 4227 lakosa volt.

## Lakossága
| Lakosság változása | Lakosság változása | Lakosság változása | Lakosság változása | Lakosság változása | Lakosság változása | Lakosság változása | Lakosság változása | Lakosság változása | Lakosság változása | Lakosság változása | Lakosság változása | Lakosság változása | Lakosság változása | Lakosság változása | Lakosság változása |
| ------------------ | ------------------ | ------------------ | ------------------ | ------------------ | ------------------ | ------------------ | ------------------ | ------------------ | ------------------ | ------------------ | ------------------ | ------------------ | ------------------ | ------------------ | ------------------ |
| 1857               | 1869               | 1880               | 1890               | 1900               | 1910               | 1921               | 1931               | 1948               | 1953               | 1961               | 1971               | 1981               | 1991               | 2001               | 2011               |
| 264                | 332                | 368                | 534                | 640                | 761                | 708                | 857                | 980                | 998                | 930                | 922                | 911                | 1.018              | 1.004              | 907                |

## Nevezetességei
A Kisboldogasszony tiszteletére szentelt római katolikus plébániatemplom 1773 és 1774 között épült. Felszentelése 1777. július 13-án történt. A templom egyhajós épület, félköríves szentéllyel. A harangtorony a gazdagon díszített homlokzat felett magasodik. A homlokzaton két fülkében Szent Tamás apostol és Szent Henrik szobra látható. A főoltár a Kisboldogasszony tiszteletére van szentelve rajta Szűz Mária aranyozott szobrával. Értékesek a Nepomuki Szent János és a Szent Kereszt mellékoltárok, a szószék, a keresztelőmedence a négy barokk gyertyatartó és az aranyozott cibórium is, mely Mária Terézia ajándéka. A cintóriumot 1807-ben a dubovaci templom anyagából építették, melyet az építéssel egyidejűleg lebontottak.
A Mindenszentek tiszteletére szentelt temetőkápolnája 1889-ben épület Aleksandar Seitz kereskedő sírkápolnájaként neogótikus stílusban. Egyszerű, téglalap alaprajzú épület, bejáratánál kiugró előcsarnokkal. a főhomlokzat felett magasodik a piramis alakú, alul négyoldalú, felül hatoldalú toronysisakkal fedett harangtorony a harangok szintjén félköríves záródású ablakokkal, alatta a oromzat magasságában pedig egy ovális ablakkal.

## Gazdaság
A helyi gazdaság alapja hagyományosan a mezőgazdaság, a szőlőtermesztés és az állattartás volt. Az 1990-es évek elején a szabadpiaci vállalkozások megjelenésével a magánvállalkozások és a vállalkozói kezdeményezések rohamosan növekedtek. A kereskedelem mellett, amely ezen időszak elején a leggyakoribb tevékenység volt, a feldolgozóipar is fejlődik. A legnagyobb vállalat a batrinai Metaloplast, amely mintegy 40 embert foglalkoztat és műanyagok feldolgozásával, polietilén fólia és hasonló anyagok gyártásával foglalkozik.

## Kultúra
A község területén két kulturális és művészeti egyesület működik, a batrinai „Šokadija” és a sičei „Radinje”. 2006-tól Batrinán „Lipa” néven ifjúsági tamburazenekar is működik.

## Oktatás
- Az „Antun Mihanović” alapiskola Batrinán működik, a környező településeken hét területi iskola tartozik hozzá.
- Újkapelán már évek óta működik egy mini zeneiskola, ahol a hallgatók három zongoratanár vezetésével megtanulnak zongorázni és fuvolázni. Az iskolában működik még egy tambura zenekar is az egyik legjobb tamburás Krunoslav Dražić vezetésével, aki a „Lipa” zenekart is vezeti.

## Sport
- Slavonac Nova Kapela labdarúgóklub.
- Polet iskolai sportegyesület
- Štuka sporthorgász egyesület

## Egyesületek
- DVD Nova Kapela – Batrina önkéntes tűzoltóegyesület
- Babja gora vadásztársaság
- Željko Vidović Roky rádiósklub